# Het Witte Paard (Veurne)
De Veurnse Schaakkring Het Witte Paard is een schaakvereniging uit Veurne in de Belgische provincie West-Vlaanderen. De vereniging is opgericht in 1964 door onder andere huidig erevoorzitter Aurèle Lenoir.
Sinds 2019 is de club erkend als 'koninklijk' en gaat sindsdien door het leven als de 'Koninklijke Veurnse Schaakkring Het Witte Paard'. In 2022 werd de vzw opgericht. 
De club werkt al ruim 40 jaar zijn wedstrijden af in lokalen in het Bisschoppelijk College Veurne.

## Halfoogstsimultaan
Op 15 augustus vond op de Grote Markt van Veurne het Halfoogstsimultaan plaats tussen 1996 en 2018. Telkens werd een internationaal meester of grootmeester gekozen om te spelen. Zo speelden reeds:
- 1996:  Andrzej Adamski
- 1997: / Erika Sziva
- 1998:  Johan van Mil
- 1999:  Marc Dutreeuw
- 2000:  Dominique Lecluysse
- 2001:  Jeroen Claessen
- 2002:  Geert Van der Stricht
- 2003:  Michel Jadoul
- 2004:  Bart Michiels
- 2005:  Eddy Van Beers
- 2006:  Cekro Ekrem
- 2007:  Tom Piceu
- 2008:  Mher Hovhanisian
- 2009:  Ronny Weemaes
- 2010:  Stefan Docx
- 2011:  Steven Geirnaert
- 2012:  Glen De Schampheleire
- 2013:  Frederic Decoster
- 2014:  Helmut Froeyman
- 2015:  GM Bart Michiels
- 2016:  Rabah Bouhallel
- 2017:  Pieter Hopman
- 2018:  Marc Ghysels

Het Halfoogstsimultaantoernooi werd vervangen door een kinderfestival, het 'Schaakdorp' genaamd.